# Nan-ao (Yilan)
Nán'ao (chinos tradicionales: 南澳; pinyin: Nán'Aò; Wade-Giles: Nán'ào; taiwanés: Lâm-ò; hakka: Nàm-o-hiông) es un pueblo situado en el extremo sur del Condado de Yilan (Taiwán).
En chino o taiwanés el término 'Ao' (澳) significa "puerto", por eso 'Nan-ao' significa 'puerto al sur'. Nan-ao tiene la mayor población de aborigen de Atayal en Taiwán. Y su antiguo nombre de Atayal fue "klesan", que significa 'hermoso y rico'.

## Administración
Nán'ao es el municipio más grande en el condado de Yilan. Se divide en siete aldeas (de norte a sur):
- Dongyue (東岳村)
- Nan'ao (南澳村)
- Biho (碧候村)
- Jinyue (金岳村)
- Wuta (武塔村)
- Jinyang (金洋村)
- Aohua (澳花村): Probablemente significa "entre Su-ao y Hualien", que se llamó 'rgayung' por las Atayales aborígenes significando "liquidambas formosas".

## Atracciones
- Cascada de Aohua (澳花瀑布)
- Cascada de Guanyin (觀音瀑布): Se llama Cascada de Guying (鼓音瀑布) también.
- Jardín Botánico de Nan-ao (南澳原生植物園)
- Lago de Cueifong (翠峰湖): 1.840 m s. n. m., se llama Lago de Pico Esmerald también, el lago más alto en Taiwán.
- Lago de Shenmi ("Lago de Misterio", 神秘湖)
- Monumento de Sayon (莎韻受難紀念碑)
- Reserva de Cangrejo de Formosa de Río del Sur (南澳南溪毛蟹保護區)